# Hermotimus coriaceus
Hermotimus coriaceus är en spindelart som beskrevs av Simon 1903. Hermotimus coriaceus ingår i släktet Hermotimus och familjen hoppspindlar. Inga underarter finns listade i Catalogue of Life.